# 17 novembre en sport
17 octobre 17 décembre
Chronologies thématiques
- Croisades
- Ferroviaires
- Disney

Le 17 novembre (321e jour de l'année ou 322e en cas d'année bissextile) en sport.

## Événements

### XIXesiècle
- 1883 :
  - (Golf) : Willie Fernie remporte l'Open britannique à Musselburgh Links[1].

### XXesièclede1901à1950
- 1902 :
  - (Automobile) : à Dourdan, M. Augières établit un nouveau record de vitesse terrestre : 124,13 km/h.
- 1929 :
  - (Sport automobile) : Grand Prix automobile de Tunisie.

### XXesièclede1951à2000
- 1957 :
  - (Athlétisme) : Cheng Feng-jung porte le record du monde féminin du saut en hauteur à 1,77 mètre.
- 1993 :
  - (Football) : élimination de l'équipe de France de football de la course à la Coupe du Monde 1994 aux États-Unis. Défaite des Bleus 1 à 2 face à la Bulgarie au Parc des Princes.

### XXIesiècle
- 2007 :
  - (Natation) : à Berlin, lors de la 6e étape de la Coupe du monde de natation 2007, trois records ont été battus :
  - record du monde du 50 m nage libre dames en petit bassin, battu par Marleen Veldhuis qui le porte à 23 s 58
  - record du monde du 100 m nage libre messieurs en petit bassin, battu par Stefan Nystrand qui le porte à 45 s 83
  - record d'Europe du 200 m nage libre dames en petit bassin, battu par Laure Manaudou qui le porte à 1 min 53 s 48
- 2013 :
  - (Tennis / Coupe Davis) : la République tchèque remporte pour la deuxième année consécutive la Coupe Davis. Radek Štěpánek, déjà brillant en double, a fini le travail lors du cinquième match décisif contre Dušan Lajović, dépassé par l'événement (6-3, 6-1, 6-1).
  - (Sport automobile) :
    - (Formule1) : l'Allemand Sebastian Vettel remporte le Grand Prix automobile des États-Unis de Formule1 à Austin (Texas), une victoire qui fait du pilote de Red Bull-Renault, le premier de l'histoire à signer huit succès consécutifs lors d'une même saison. Le Français Romain Grosjean termine second devant l'Australien Mark Webber.
    - (Championnat du monde des voitures de tourisme) : le Français Yvan Muller remporte sa septième victoire de l'année, à Macao et devient champion du monde des voitures de tourisme pour la quatrième fois.
- 2015 :
  - (Football) :
    - (Match amical /Hommage) : cinq jours après le France-Allemagne (2-0) marqué par les attentats de Paris, les Bleus rencontrent l'équipe d'Angleterre à Wembley. Une fois n’est pas coutume, le moment fort de la rencontre n'est pas le match. A vrai dire, le résultat passe même au second plan. les Britanniques étalent leur sens des valeurs pour rendre un vibrant hommage aux victimes. Les 90 000 spectateurs reprennent en chœur l’hymne national français pour ce qui est un moment d’émotion intense.
    - (Championnat d'Europe) : la Suède puis l'Ukraine se qualifient pour l'Euro 2016 qui se déroulera en France.
- 2019 :
  - (Compétition automobile /Formule1) : sur le Grand Prix automobile du Brésil qui se déroule sur l'Autodromo José Carlos Pace de la ville de São Paulo, victoire du belgo-néerlandais Max Verstappen qui devance le français Pierre Gasly et l'Espagnol Carlos Sainz Jr.[2].
  - (Tennis / Masters) : en finale de la 50e édition du Masters de tennis masculin, victoire du Grec Stéfanos Tsitsipás qui s'impose face à l'Autrichien Dominic Thiem (6⁶-7, 6-2 et 7-6⁴)[3]. Sur la finale du double, c'est la paire française Pierre-Hugues Herbert et Nicolas Mahut qui s'impose face au Sud-africain Raven Klaasen associé au Néo-Zélandais Michael Venus (6-3, 6-4)[4].

## Naissances

### XIXesiècle
- 1877 :
  - Frank Calder, dirigeant de hockey sur glace canadien. Président de la LNH de 1917 à 1943. († 4 février 1943).
- 1882 :
  - Maurice Germot, joueur de tennis français. Champion olympique du double aux Jeux de Stockholm 1912. Vainqueur des tournois de Roland Garros 1905, 1906 et 1910. († 6 août 1958).
- 1883 :
  - Erik Granfelt, gymnaste et footballeur suédois. Champion olympique du concours par équipes aux Jeux de Londres 1908. († 18 février 1962).
- 1885 :
  - Otto Trieloff, athlète de sprint allemande. Médaillé d'argent du relais olympique aux Jeux de Londres 1908. († 6 juillet 1967).

### XXesièclede1901à1950
- 1906 :
  - Rollie Stiles, joueur de baseball américain. († 22 juillet 2007).
- 1908 :
  - Oscar Asmundson, hockeyeur sur glace puis entraîneur canadien. († 2 novembre 1964).
  - Noël Liétaer, footballeur français. (7 sélections en équipe de France). († 21 février 1941).
- 1923 :
  - Mike Garcia, joueur de baseball américain. († 13 janvier 1986).
- 1928 :
  - Maurice Prat, joueur de rugby à XV français. (31 sélections en équipe de France). († 15 mai 2016).
- 1930 :
  - Bob Mathias, athlète d'épreuves combinées puis homme politique américain. Champion olympique du décathlon aux Jeux de Londres 1948 et aux Jeux d'Helsinki 1952. († 2 septembre 2006).
- 1935 :
  - Toni Sailer, skieur puis acteur et homme d'affaires autrichien. Champion olympique de la descente, du géant et du slalom aux Jeux de Cortina d'Ampezzo 1956. Champion du monde de ski alpin de la descente, du géant et du combiné 1958. († 24 août 2009).
- 1939 :
  - Chris Craft, pilote de courses automobile d'endurance britannique.
- 1944 :
  - Jim Boeheim, entraîneur de basket-ball américain.
  - Édouard Kula, footballeur français. († 29 novembre 2007).
  - Tom Seaver, joueur de baseball américain.
- 1945 :
  - Elvin Hayes, basketteur américain.
- 1946 :
  - Petra Burka, patineuse artistique canadienne. Médaillée de bronze en individuelle aux Jeux d'Innsbruck 1964. Championne du monde de patinage artistique 1965.
- 1949 :
  - Michael Wenden, nageur australien. Champion olympique du 100 m et du 200 m nage libre, médaillé d'argent du relais 4 × 200 m nage libre puis de bronze du relais 4 × 100 m nage libre aux Jeux de Mexico 1968.
- 1950 :
  - Roland Matthes, Nageur est-allemand puis allemand. Champion olympique du 100 et 200m dos puis médaillé d'argent du relais 4×100m 4 nages aux Jeux de Mexico 1968, champion olympique du 100 et 200m dos puis médaillé d'argent du relais 4×100m 4 nages et de bronze du relais 4×100m nage libre aux Jeux de Munich 1972, médaillé de bronze du 100m dos aux Jeux de Montréal 1976. Champion du monde de natation du 100 et 200m dos 1973 puis du 100m dos 1975. Champion d'Europe de natation du 100 et 200m dos ainsi que du relais 4×100m 4 nages 1970, du 100 et 200m dos 1974. († 20 décembre 2019).

### XXesièclede1951à2000
- 1951 :
  - René Deutschmann, footballeur français.
- 1952 :
  - Roman Ogaza, footballeur polonais. Médaillé d'argent aux Jeux de Montréal 1976. (21 sélections en équipe nationale). († 5 mars 2006).
- 1953 :
  - Ulrike Bruns, athlète de demi-fond est-allemande puis allemande. Médaillée de bronze du 1 500m aux Jeux de Montréal 1976.
- 1962 :
  - Annette Sergent, athlète de fond française. Championne du monde de cross-country en individuelle et médaillée d'argent par équipes 1987 et 1989. Médaillée de bronze du 10 000 m aux championnats d'Europe d'athlétisme 1990.
- 1964 :
  - Marina Cherkasova, patinage artistique de couple soviétique puis russe. Médaillée d'argent en couple aux Jeux de Lake Placid 1980. Championne du monde de patinage artistique de couple 1980. Championne d'Europe de patinage artistique de couple 1979.
- 1965 :
  - Grant Connell, joueur de tennis canadien.
- 1967 :
  - Bertrand Godin, pilote de courses automobile puis consultant TV et chroniqueur automobile canadien.
  - Domenico Schiattarella, pilote de courses automobile italien.
- 1968 :
  - Vlado Šola, handballeur puis entraîneur croate. Champion olympique aux Jeux d'Athènes 2004. Champion du monde de handball 2003. (132 sélections en équipe nationale).
- 1969 :
  - Jean-Michel Saive, pongiste belge. Médaillé d'argent en simple aux CM de tennis de table 1993. Champion d'Europe de tennis de table en simple 1994.
- 1972 :
  - Aboubacar Sidiki Camara, footballeur guinéen. (56 sélections en équipe nationale).
- 1973 :
  - Paula Radcliffe, athlète de fond britannique. Championne du monde d'athlétisme du marathon 2005. championne du monde de cross-country long 2001 et 2002. Championne d'Europe d'athlétisme du 10 000 m 2002. Championne d'Europe de cross-country en individuelle et par équipes 2003. Détentrice du Record du monde du marathon depuis le 13 octobre 2002.
  - Aleksey Urmanov, patineur artistique messieurs russe. Champion olympique aux Jeux de Lillehammer 1994. Champion d'Europe de patinage artistique messieurs 1997.
- 1974 :
  - Eunice Barber, athlète d'épreuves combinées franco-sierra-léonaise. Championne du monde d'athlétisme de l'heptathlon 1999, championne du monde du saut en longueur et médaillée d'argent de l'heptathlon aux championnats de monde d'athlétisme 2003 puis médaillée d'argent de l'heptathlon et médaillée de bronze du saut en longueur aux championnats du monde d'athlétisme 2005.
- 1977 :
  - Ryk Neethling, nageur sud-africain. Champion olympique du relais 4 × 100 m nage libre aux Jeux d'Athènes 2004.
- 1979 :
  - Mikel Astarloza, cycliste sur route espagnol.
  - Fabrice Salanson, cycliste sur route français. († 3 juin 2003).
- 1980 :
  - Mikhaïl Tchipourine, handballeur russe. Médaillé de bronze aux Jeux d'Athènes 2004. Vainqueur de la Coupe d'Europe des vainqueurs de coupe de handball masculin 2006. (208 sélections en équipe nationale).
- 1983 :
  - Alessio Bolognani, sauteur à ski italien.
  - Ioánnis Bouroúsis, basketteur grec. Champion d'Europe de basket-ball 2005. (140 sélections en équipe nationale).
  - Ryan Braun, joueur de baseball américain.
  - Kateřina Emmons, tireuse tchèque. Médaillée de bronze à la carabine à 10 m aux Jeux d'Athènes 2004 puis championne olympique à la carabine 10 m et médaillée d'argent à la carabine 50 m 3 positions aux Jeux de Pékin 2008. Championne du monde de tir la carabine 10 m 2002
  - Nick Markakis, joueur de baseball américain.
- 1986 :
  - Manuchar Markoishvili, basketteur géorgien.
  - Nani, footballeur portugais. Champion d'Europe de football 2016. Vainqueur de la Ligue des champions 2008. (112 sélections en équipe nationale).
  - Greg Rutherford, athlète de sauts britannique. Champion olympique de la longueur aux Jeux de Londres 2012 et médaillé de bronze aux Jeux de Rio 2016. Champion du monde d'athlétisme de la longueur 2015. Champion d'Europe d'athlétisme de la longueur 2014 et 2016.
  - Alexis Vastine, boxeur français. Médaillé de bronze des -64 kg aux Jeux de Pékin 2008. († 9 mars 2015).
- 1987 :
  - Tarik Belmadani, lutteur de gré-romaine français.
- 1989 :
  - Enrico Battaglin, cycliste sur route italien.
- 1990 :
  - Elisabeth Chávez, handballeuse espagnole. Médaillée de bronze aux Jeux de Londres 2012. (171 sélections en équipe nationale).
  - Quentin Lafargue, cycliste sur piste français. Médaillé de bronze de la vitesse individuelle aux Mondiaux de cyclisme sur piste 2015, du kilomètre aux Mondiaux de cyclisme sur piste 2016 puis médaillé d'argent du kilomètre et de bronze de la vitesse par équipes aux Mondiaux de cyclisme sur piste 2017.
  - Marjorie Mayans, joueuse de rugby à XV et de rugby à VII française. (25 sélections en équipe de France de rugby à XV).
- 1991 :
  - Lahaou Konaté, basketteur français.
- 1993 :
  - Faïz Selemani, footballeur français.
- 1994 :
  - Guido Petti Pagadizábal, joueur de rugby à XV argentin. (77 sélections en équipe nationale).
- 1995 :
  - Daryl Bultor, volleyeur français. Champion olympique aux Jeux de Tokyo 2020. (88 sélections en équipe de France).
  - Elise Mertens, joueuse de tennis belge.
  - Victoria Vivians, basketteuse américaine.
- 1998 :
  - Sam Beukema, footballeur néerlandais.
  - Mathieu Burgaudeau, cycliste sur route français.
- 1999 :
  - Tobias Bayer, cycliste sur route et de cyclo-cross autrichien.

### XXIesiècle
- 2003 :
  - Mimeirhel Benita, footballeur néerlandais.
  - Jakob Breum, footballeur danois.

## Décès

### XIXesiècle
- 1900 :
  - John Ferris, 33 ans, joueur de cricket australo- anglais. (8 sélections en test cricket avec l'équipe d'Australie et 1 avec l'équipe d'Angleterre). (° 21 mai 1867).

### XXesièclede1901à1950
- 1944 :
  - Archie MacLaren, 72 ans, joueur de cricket anglais. (35 sélections en test cricket). (° 1er décembre 1871).

### XXesièclede1951à2000
- 1982 :
  - Kim Duk-koo, 56 ans, boxeur sud-coréen. (° 8 janvier 1959).
- 1991 :
  - Adrian Quist, 78 ans, joueur de tennis australien. Vainqueur des Open d'Australie 1936, 1940 et 1948 ainsi que de la Coupe Davis 1939. (° 4 août 1913).
- 1997 :
  - Nelson Paillou, 73 ans, handballeur français. Président de la FFH de 1964 à 1982 et du CNOSF de 1982 à 1997. (° 6 janvier 1924).

### XXIesiècle
- 2004 :
  - Alexandre Ragouline, 63 ans, hockeyeur sur glace soviétique puis russe. Champion olympique aux Jeux d'Innsbruck 1964, aux Jeux de Grenoble 1968 puis aux Jeux de Sapporo 1972. Champion du monde de hockey sur glace 1963, 1965, 1966, 1967, 1969, 1970, 1971 et 1973. (° 5 mai 1941).
- 2006 :
  - Ferenc Puskás, 79 ans, footballeur puis entraîneur hongro-espagnol. Champion olympique aux Jeux d'Helsinki 1952. Vainqueur de la Coupe des clubs champions 1959, 1960 et 1966. (85 sélections avec l'équipe de Hongrie et 4 avec l'équipe d'Espagne). (° 2 avril 1927).
- 2012 :
  - Armand Desmet, 81 ans, cycliste sur route belge. (° 23 janvier 1931).
- 2016 :
  - Zenon Czechowski, 69 ans, cycliste sur route polonais. (° 19 novembre 1946).